# Campionat d'Austràlia de trial
El Campionat d'Austràlia de trial, regulat per la federació australiana de motociclisme, MA (Motorcycling Australia), és la màxima competició de trial que es disputa a Austràlia.

## Llista de guanyadors
A 1 de gener de 2025
| Temporada              | Campió           | Motocicleta     |
| ---------------------- | ---------------- | --------------- |
| 1965                   | Johnny Rock      | Francis Barnett |
| 1966                   | Ian Gaff         | Triumph         |
| 1967                   | Ian Gaff         | Triumph         |
| 1968                   | Alan Kerney      | Triumph         |
| 1969                   | David Hurst      | Bultaco         |
| 1970                   | Ian Gaff         | Bultaco         |
| 1971                   | David Pinkerton  | Bultaco         |
| 1972                   | Chris Leighfield | Montesa         |
| 1973                   | Chris Leighfield | Montesa         |
| 1974                   | Chris Leighfield | OSSA            |
| 1975                   | Peter Paice      | Yamaha          |
| 1976                   | Peter Paice      | Yamaha          |
| 1977                   | Jeff Gough       | Montesa         |
| 1978                   | Ross Grimsey     | Bultaco         |
| 1979                   | Steve Johnson    | Montesa         |
| 1980                   | David Golssmith  | Montesa         |
| 1981                   | Steve Johnson    | Montesa         |
| 1982                   | Peter Paice      | Montesa         |
| 1983                   | Steve Johnson    | Montesa         |
| 1984                   | Paul Symons      | Yamaha          |
| 1985                   | Steve Hope       | Yamaha          |
| 1986                   | Steve Chapman    | Honda           |
| 1987                   | Andrew Sutcliffe | Yamaha          |
| 1988                   | Shane Mitchell   | Yamaha          |
| 1989                   | Shane Mitchell   | Yamaha          |
| 1990                   | Shane Mitchell   | Yamaha          |
| 1991                   | Shane Mitchell   | Yamaha          |
| 1992                   | Kevin Zarczynski | Beta            |
| 1993                   | Stefan Merriman  | Yamaha          |
| 1994                   | Graham Jarvis    | Scorpa          |
| 1995                   | Stefan Merriman  | Yamaha          |
| 1996                   | Robert Jones     | Beta            |
| 1997                   | Kevin Zarczynski | Gas Gas         |
| 1998                   | Kale Reed        | Beta            |
| 1999                   | Warren Laugesen  | Beta            |
| 2000                   | Robert Jones     | Sherco          |
| 2001                   | Sam Ludgate      | Sherco          |
| 2002                   | Warren Laugesen  | Scorpa          |
| 2003                   | Kale Reed        | Scorpa          |
| 2004                   | Colin Zarczynski | Sherco          |
| 2005                   | Shaun Morris     | Gas Gas         |
| 2006                   | Colin Zarczynski | Sherco          |
| 2007                   | Colin Zarczynski | Sherco          |
| 2008                   | Colin Zarczynski | Sherco          |
| 2009                   | Colin Zarczynski | Sherco          |
| 2010                   | Jake Whitaker    | ?               |
| 2011                   | Jake Whitaker    | Beta            |
| 2012                   | Jake Whitaker    | Beta            |
| 2013                   | Kyle Middleton   | Gas Gas         |
| 2014                   | Kyle Middleton   | Gas Gas         |
| 2015                   | Kyle Middleton   | Gas Gas         |
| 2016                   | Kyle Middleton   | Gas Gas         |
| 2017                   | Kyle Middleton   | Gas Gas         |
| 2018                   | Kyle Middleton   | Gas Gas         |
| 2019                   | Kyle Middleton   | Gas Gas         |
| 2020-2022: No disputat |                  |                 |
| 2023                   | Kyle Middleton   | TRRS            |
| 2024                   | Connor Hogan     | Gas Gas         |

## Estadístiques

### Campions amb més de 3 títols
A 1 de gener de 2025
| Pilot            | Títols |
| ---------------- | ------ |
| Kyle Middleton   | 8      |
| Colin Zarczynski | 5      |
| Shane Mitchell   | 4      |